# ثيلما ديل ريو
ثيلما ديل ريو (بالإسبانية: Thelma del Río)‏ هي ممثلة أرجنتينية، ولدت في 1926 ببوينس آيرس في الأرجنتين، وتوفيت بنفس المكان في 23 سبتمبر 1998.

## وصلات خارجية
- ثيلما ديل ريو على موقع IMDb (الإنجليزية)
- ثيلما ديل ريو على موقع قاعدة بيانات الفيلم (الإنجليزية)